# Tatort: Wenn alle Brünnlein fließen
Wenn alle Brünnlein fließen ist ein deutscher Fernsehkrimi des NDR und wurde am 26. Juni 1983 im Deutschen Fernsehen erstmals ausgestrahlt. Es ist die 149. Folge der Kriminalreihe Tatort und der einzige Fall von Hauptkommissar Ronke, gespielt von Ulrich von Bock, der bereits von 1972 bis 1982 in sieben Fällen als Kriminalobermeister Petersen den Assistenten von Paul Trimmel darstellte. Ronke hat es mit dem Tod eines Bauunternehmers und der Frage, ob es Mord oder Selbstmord war, zu tun.

## Handlung
Transportunternehmer Helmut Groth ist finanziell in einer schwierigen Lage; seine Bank drängt auf Rückzahlung von Krediten. Groth vertröstet seine Bank mit Außenständen und erwarteten Folgeaufträgen insbesondere von seinem Hauptkunden, dem Bauunternehmer Arnold Severing. Da dieser die örtliche Umgehungsstraße baut und Groth mit einer Fortsetzung der Zusammenarbeit rechnet, versichert er seiner Bank die baldige Bedienung seiner Kredite. Zu Hause erfährt Groth jedoch von seiner Familie, dass aufgrund von Kürzungen der Landesmittel der Weiterbau der Umgehungsstraße auf unbestimmte Zeit auf Eis gelegt wurde. Groth fährt zu Severing und fordert sein Geld; der macht ihm klar, dass er momentan nicht in der Lage ist, die Außenstände von Groth und den anderen Geschäftspartnern auszugleichen. Severing sieht seine schlechte Auftragslage auch als Chance, seiner Ehefrau Eva, von der er sich entfremdet hat, wieder näherzukommen, doch muss er feststellen, dass sie sich ein neues Umfeld aufbaut. Während sie zum Frühschoppen des Kunstschmieds Boris Hebgart geht und diesem dort näherkommt, reinigt ihr Mann zu Hause deprimiert seine Jagdwaffe, als es plötzlich an der Tür klingelt. Als Helmut Groth später Severing aufsuchen möchte, um sich für seine rabiate Art am Vortag zu entschuldigen, öffnet ihm eine schockierte Eva Severing, die ihm mitteilt, dass ihr Mann tot ist und ihn um Hilfe bittet. Alles sieht nach Selbstmord aus. Groth rät ihr, die Polizei zu rufen und lässt sie auf ihren Wunsch alleine.
Später ruft sie Groth noch einmal an und trifft sich mit ihm. Sie erzählt ihm, dass ihr Mann eine Lebensversicherung über 2,6 Mio. DM abgeschlossen hatte, diese aber nicht bei Selbstmord zahlen wird. Da sie die Polizei noch nicht gerufen hat, schafft Groth für sie die Leiche weg und versenkt sie in einem Kanal, um mögliche Suizidspuren zu verwischen und ein Verbrechen vorzutäuschen. Während Groth die Waffe von Severing verschwinden lässt, ruft Frau Severing bei Bekannten ihres Mannes an und gibt vor, sich Sorgen um den Verbleib ihres Mannes zu machen. Am nächsten Morgen meldet Frau Severing ihren Mann bei der Polizei als vermisst. Noch am selben Tag finden Angler die Leiche Severings, Kriminalhauptkommissar Ronke und sein Assistent Wieler nehmen die Leiche in Augenschein und vermuten Mord. Ronke überbringt der Witwe die „traurige“ Nachricht, sie gibt sich schockiert, aber gefasst. Er befragt sie, ob einer der vom Baustopp betroffenen Sub-Unternehmer sich ihren Mann als Prügelknaben ausgesucht haben könnte. Sie erklärt Ronke, dass sie ihm nicht weiterhelfen könne. Severings Platzwächter Kaluppka sucht Ronke und Wieler auf und erzählt den Beamten von der Auseinandersetzung zwischen Groth und Severing am Tag vor Severings Tod. Als Ronke hört, dass Groth Severing bedroht hatte, wird er hellhörig. Der Stadtbaurat kondoliert Frau Severing und berichtet davon, am Sonntagabend Severing aufgesucht zu haben, um ihm persönlich von der Kreissitzung zu berichten. Dabei habe er ihn nicht angetroffen, aber ein Mann, den er nicht erkennen konnte, muss das Haus zeitgleich verlassen haben. Dies habe er so auch der Polizei ausgesagt.
Ronke und Wieler suchen Helmut Groth auf und befragen ihn zu seiner Geschäftsbeziehung zu Severing. Die Beamten wissen bereits von den Ausständen Severings bei Groth und befragen ihn nach seinem Alibi. Er gibt an, um 17 Uhr Reparaturarbeiten in der Kiesgrube seines Schwiegervaters durchgeführt zu haben. Später gibt er seiner Frau und seinem Schwiegervater Paulig gegenüber sein Geschäft mit Frau Severing zu und instruiert die beiden, seine Aussagen zu bestätigen, doch Paulig weigert sich. Während Wieler von seinen Kollegen erfährt, dass Severings Auto und auch eine verwertbare Fußspur gefunden wurde, erzählt Frau Severing Ronke, dass der Tresor ihres Mannes geleert worden sei. Dort seien Goldbarren im Wert von DM 300.000 deponiert gewesen. Später trifft sich Eva Severing mit Groth; der wird zunehmend nervös und meint, er müsse aus der Vereinbarung aussteigen und die Wahrheit sagen, falls die Beamten ihn des Mordes verdächtigen sollten. Zu Hause muss Groth miterleben, wie Ronke und seine Kollegen seine Schuhe überprüfen. Da er die schmutzigen Gummistiefel am fraglichen Abend im Schuppen deponiert hat, finden die Beamten sie nicht. Er nötigt bei der Gelegenheit seinen Schwiegervater, ihm doch das Alibi zu geben, das Ronke jedoch nicht beeindruckt. Abends will Groth die Stiefel entsorgen, wird dabei aber von Ronke und seinen Kollegen verfolgt und gestellt. Groth gesteht daraufhin die Beseitigung von Severings Leiche, seine Versicherung, mit dem Tod Severings nichts zu tun zu haben, glauben ihm die Beamten allerdings nicht. Er berichtet ebenfalls, dass die Goldbarren aus Severings Tresor nicht existieren und wo er das Gewehr Severings versteckt hat. Die Leiche habe er in dem Kanal anstatt in der Elbe versenkt, damit sie schnell gefunden würde. Die Beamten können die Waffe im angegebenen Versteck allerdings nicht finden.
Ronke sucht Frau Severing auf. Sie zeigt ihm die Jagdgewehre ihres Mannes und behauptet, ihr Mann habe eines vor Jahren bei der Jagd verschenkt. Die Lebensversicherung ihres Mannes sei auch bei Selbstmord fällig; dass sie einen Deal mit Groth hatte, streitet sie ab. Ihr neuer Freund Hebgart bestätigt zudem, dass sie zu dem Zeitpunkt, an dem sie sich mit Groth getroffen hatte, angeblich mit ihm zusammen in Hamburg war. Ronke und Wieler konfrontieren Groth damit; auch konnte die Gerichtsmedizin mittlerweile feststellen, dass Severing aus mindestens zweieinhalb Metern erschossen worden sein muss; zudem gab es die Goldbarren, von denen Groth meinte, dass sie nur von Eva Severing erfunden worden waren. Groth beteuert verzweifelt seine Unschuld, doch aufgrund der erdrückenden Beweislast glauben ihm die Beamten nicht. Boris Hebgart will unterdessen von seiner Geliebten Eva wissen, warum er für sie bei der Polizei lügen sollte. Sie gibt an, dass Groth sie in seinen Mord hineinziehen wolle; sie habe Angst vor Groth und wolle einfach nur ihre Ruhe haben. Unterdessen glaubt nicht einmal Groths Rechtsanwalt an seine Unschuld und rät Groth dazu, auf verminderte Schuldfähigkeit zu plädieren. Abends randaliert Groth in der Zelle und dringt auf ein weiteres Gespräch mit seinem Anwalt, der informiert Ronke, der daraufhin zu Groth fährt. Dieser erzählt ihm, dass nur Eva Severing das Gewehr aus dem Versteck geholt haben könne, da er nur ihr das Versteck verraten habe. Er bittet Ronke, dieser Spur nachzugehen. Ronke startet einen Bluff, indem er Frau Severing anruft und ihr weismacht, das Gewehr sei von der Polizei gefunden worden und sie solle im Verlauf des Tages ins Präsidium kommen, um es zu identifizieren.
Beobachtet von Wieler fährt Eva Severing tatsächlich zum Versteck des Gewehres. Als sie später bei Ronke auftaucht, bringt Wieler das Gewehr aus Evas Versteck, die Beamten konfrontieren sie damit, dass sie wissen, dass sie es im Versteck deponiert hat und ihre Fingerabdrücke sicherlich darauf zu finden seien. Eva Severing gesteht daraufhin, nach ihrer Rückkehr vom Frühschoppen habe sie ihren Mann betrunken vorgefunden, er habe sie beschimpft und beleidigt, so dass sie ihn im Affekt getötet hat. Als dann Groth an ihrer Tür klingelte, sah sie ihre Chance, ihm die Tat in die Schuhe zu schieben.

## Einschaltquote und Hintergrund
Die Folge erreichte bei ihrer Erstausstrahlung 13,11 Mio. Zuschauer und somit einen Marktanteil von 38,00 %. Sie wurde im Kreis Stade und in Hamburg gedreht.

## Kritik
TV Spielfilm bewertete den Film mittelmäßig und urteilte: „Routine-Inszenierung einer originellen Idee“.